# Wilson Pittoni
Wilson Pittoni, vollständiger Name Wilson Omar Pittoni Rodríguez, (* 14. August 1985 in San Antonio, Paraguay) ist ein paraguayischer Fußballspieler.

## Karriere
Der 1,66 Meter große Mittelfeldspieler begann seine Karriere 2006 beim Verein Club Libertad. Am 6. Januar 2012 wurde er beim Figueirense FC vorgestellt. Dort unterschrieb er einen Dreijahresvertrag. Er wurde als Außenverteidiger eingesetzt und trug die Trikotnummer 10. Nach einer Saison kündigte er den Vertrag und wechselte zum Club Olimpia. Im Januar 2014 wechselte er zum EC Bahia. Sein erster Einsatz war gegen EC Vitória, Bahia gewann die Partie 1:0. Sein erstes Tor erzielte er in der zweiten Partie gegen ECPP Vitória da Conquista (2:1). Im Juni 2014 wurde er vom Verein Olimpia bis zum Ende des Jahres ausgeliehen. Im Folgejahr spielte er wieder für Bahia. 2016 ging er zurück in seine Heimat zurück und trat hier noch mit Unterbrechungen bis 2020 an. 

## Erfolge
Club Libertad
- Primera División (Paraguay): 2010 (Apertura und Clausura)

Bahia
- Staatsmeisterschaft von Bahia: 2014, 2015